# E. Daniel Cherry
Edward Daniel Cherry (sinh ngày 4 tháng 3 năm 1939) là một sĩ quan quân đội người Mỹ, ông mang quân hàm chuẩn tướng và phi công chiến đấu trong Không quân Hoa Kỳ. Cherry đã thực hiện tổng cộng 285 nhiệm vụ chiến đấu trên chiếc F-105 Thunderchief và F-4 Phantom trong Chiến tranh Việt Nam, và được công nhận đã bắn phá hủy 1 máy bay quân địch trong trận không chiến. Ông giải ngũ vào năm 1988 sau 29 năm phục vụ quân đội.

## Đầu đời
Edward Daniel Cherry sinh ra tại Youngstown, Ohio, vào ngày 4 tháng 3 năm 1939 và chuyển đến Bowling Green, Kentucky khi còn nhỏ. Ông tốt nghiệp Trường trung học South Cobb ở Austell, Georgia, năm 1957.

## Binh nghiệp
Cherry gia nhập Không quân Hoa Kỳ vào tháng 7 năm 1959 khi là học viên trường sĩ quan hàng không và được sắc phong hàm thiếu úy vào tháng 7 năm 1960. Ông là hoa tiêu EC-121 của Không đoàn Kiểm soát Không quân số 552 tại Căn cứ Không quân McClellan ở California và Căn cứ Không quân McCoy ở Florida, từ tháng 2 năm 1961 đến tháng 3 năm 1964. Ông sau đó tham gia khóa huấn luyện phi công với Không đoàn Huấn luyện Phi công số 3615 tại Căn cứ Không quân Craig ở Alabama và tốt nghiệp hạng nhất trong khóa vào tháng 3 năm 1965.
Ông nhận huấn luyện về F-105 Thunderchief tại Căn cứ Không quân Nellis ở Nevada và được phân công vào Phi đoàn Tiêm kích Chiến đấu số 8 tại Căn cứ Không quân Spangdahlem, Tây Đức, nơi ông điều khiển những chiếc F-105 từ tháng 10 năm 1965 đến tháng 1 năm 1967.

### Chiến tranh Việt Nam
Vào tháng 2 năm 1967, Cherry được chuyển đến Căn cứ Không quân Hoàng gia Thái Lan Korat, Thái Lan, tại đây ông phục vụ với tư cách là phi công F-105 cùng Phi đoàn Chiến đấu số 44 và 421, và thực hiện 100 nhiệm vụ chiến đấu khắp Việt Nam Dân chủ Cộng hòa. Vào tháng 8 năm 1967, ông quay về Hoa Kỳ và trở thành huấn luyện viên phi công F-105 và người giám sát phi đội cùng với Không đoàn số 23 tại Căn cứ Không quân McConnell ở Kansas. Năm 1968, ông nhận bằng Cử nhân Khoa học về toán học từ Đại học Nam Florida.
Vào tháng 6 năm 1971, ông trở lại Thái Lan, tại đây ông là phi công F-4D Phantom thuộc Phi đoàn Chiến đấu số 13 tại Căn cứ Không quân Hoàng gia Thái Lan Udorn và thực hiện 185 nhiệm vụ chiến đấu. Trong cuộc nhiệm vụ này, Cherry giữ chức chỉ huy phi đội và trưởng lập trình kiểm soát không quân tiền phương F-4 của Không đoàn số 432 "Laredo". Vào ngày 15 tháng 4 năm 1972, trong một chuyến tuần tra không trung khắp Hà Nội, Cherry đã bắn hạ một chiếc MiG-21 của Không quân nhân dân Việt Nam, phi công nhảy dù xuống đất. Nhiệm vụ được giới thiệu trong phần thứ năm mùa đầu tiên của History Channel trong loạt chương trình Dogfights, với tựa đề "Hell Over Hanoi", tái hiện các chiến dịch không chiến lịch sử bằng công nghệ đồ họa máy tính hiện đại.

### Hậu chiến
Vào tháng 6 năm 1972, Cherry được bổ nhiệm trở thành sĩ quan tác chiến của Phi đoàn Chiến đấu số 71 và 94 tại Căn cứ Không quân MacDill ở Florida. Từ tháng 1 năm 1975 đến tháng 8 năm 1976, ông giữ chức trưởng đội chỉ dẫn tác chiến Không quân tại Sở chỉ huy Không quân Hoa Kỳ tại Lầu Năm Góc ở Washington, D.C. Ông sau đó giữ chức tư lệnh và lãnh đạo phi đoàn bay biểu diễn Không quân, Thunderbirds, tại Căn cứ Không quân Nellis. Tháng 4 năm 1979, ông trở thành phó tư lệnh Liên đoàn Hỗ trợ Chiến đấu số 57 tại Nellis.
Sau khi tốt nghiệp Học viện Chiến tranh Quốc gia vào tháng 6 năm 1980 và Đại học Nam California với tấm bằng Thạc sĩ Khoa học về quản lý hệ thống trong cùng năm, ông giữ chức tư lệnh Liên đoàn Hỗ trợ Chiến đấu số 347 tại Căn cứ Không quân Moody ở Georgia và vào tháng 7 năm 1981, ông được bổ nhiệm làm phó tư lệnh Không đoàn số 347 tại Moody. Tháng 11 năm 1982, ông chuyển đến Sở chỉ huy Không quân Thái Bình Dương tại Căn cứ Không quân Hickam ở Hawaii, giữ chức viên trưởng thanh tra và đến tháng 7 năm 1983, ông trở thành tổng thanh tra Không quân Thái Bình Dương. Cherry từng là tư lệnh của Không đoàn Chiến đấu số 8, được trang bị chiếc F-16 Fighting Falcon, tại Căn cứ Không quân Kunsan ở Hàn Quốc, từ tháng 5 năm 1984 đến tháng 6 năm 1985, khi ông trở lại sở chỉ huy Không quân Thái Bình Dương với tư cách là phó tham mưu trưởng về các kế hoạch. Ông được thăng quân hàm chuẩn tướng vào ngày 1 tháng 10 năm 1985.
Vào tháng 8 năm 1987, Cherry được bổ nhiệm làm tư lệnh Cục Tuyển mộ Không quân và phó tham mưu trưởng về binh chủng tuyển mộ và nhiệm vụ lập trình tại Sở chỉ huy Bộ Tư lệnh Huấn luyện Không quân tại Căn cứ Không quân Randolph ở Texas, cho đến khi ông giải ngũ vào tháng 12. Ông là phi công chỉ huy với hơn 4.000 giờ bay.

## Đời tư
Cherry và vợ Sylvia có hai con và bốn người cháu.
Sau khi giải ngũ khỏi quân đội, ông chuyển đến Bowling Green, Kentucky, ông làm thư ký của Nội các Tư pháp và An toàn Công cộng Kentucky trong Chính quyền Bang Kentucky và là chủ tịch của Cơ quan Vận tải Đa phương thức Quận Warren. Ông được vinh danh tại Đại sảnh Danh vọng Hàng không Kentucky năm 2000 và Đại sảnh Danh vọng Hàng không Georgia vào năm 2015. Ông được trao tặng Danh hiệu Cựu sinh viên Xuất sắc của Đại học Tây Kentucky vào năm 2013.
Chiếc F-4D (66-7550) Cherry lái khi bắn hạ chiếc MiG được khôi phục và trưng bày tại Công viên Di sản Hàng không ở Bowling Green, Kentucky.
Năm 2008, với sự giúp đỡ của một người bạn là luật sư có họ hàng ở châu Á, Cherry tìm kiếm phi công người Việt Nam điều khiển chiếc MiG-21 bị ông bắn rơi ngày 15 tháng 4 năm 1972. Một chương trình truyền hình Việt Nam có trụ sở tại Thành phố Hồ Chí Minh chuyên về tái ngộ tìm kiếm, kết nối và đoàn tụ thân nhân mang tên Như chưa hề có cuộc chia ly đã tìm được phi công Nguyễn Hồng Mỹ, cư trú tại Hà Nội. Ngày 5 tháng 4 năm 2008, Cherry gặp ông Mỹ và bắt tay trên sóng truyền hình trực tiếp. Họ nhanh chóng trở thành bạn bè, Cherry và ông Mỹ sau đó đã đi du lịch khắp Hoa Kỳ, họ đến thăm nhiều triển lãm hàng không và sự kiện, tham gia nhiều buổi diễn thuyết, tại đây họ kể lại kinh nghiệm của mình trong trận không chiến và mối quan hệ của họ. Năm 2009, Cherry xuất bản cuốn sách với tựa đề My Enemy, My Friend: A Story of Reconcilation from the Vietnam War, thuật lại kinh nghiệm của ông trong trận không chiến và tình bạn với Nguyễn Hồng Mỹ.
Ông hiện là phó chủ tịch điều hành của Công viên Di sản Hàng không, và hoạt động trong ban cố vấn của Đại học Tây Kentucky và tổ chức tài trợ nghiên cứu của trường cũng như Quỹ College Heights và Trung tâm Công nghệ Thông tin.

## Huy chương
Trong sự nghiệp phục vụ quân đội, Cherry được trao nhiều huy chương bao gồm:
| | |                                                   |  |
| | Bronze oak leaf cluster                                                                               | Bronze oak leaf cluster                           |  |
| Silver oak leaf cluster · Bronze oak leaf cluster · Bronze oak leaf cluster · Bronze oak leaf cluster | | Bronze oak leaf cluster · Bronze oak leaf cluster |  |
| Silver oak leaf cluster · Silver oak leaf cluster · Silver oak leaf cluster · Silver oak leaf cluster | Silver oak leaf cluster · Silver oak leaf cluster · Bronze oak leaf cluster · Bronze oak leaf cluster |                                                   |  |
| | | Bronze oak leaf cluster                           |  |
| Bronze oak leaf cluster                                                                               | Bronze star                                                                                           |                                                   |  |
| Silver star                                                                                           | | Silver oak leaf cluster                           |  |
| | |                                                   |  |

| Huy hiệu phi công chỉ huy Không quân Hoa Kỳ                           |                                                     |                                                                            |
| Huy chương Phục vụ Không quân Xuất sắc                                | Huy chương Sao bạc cùng 1 cụm lá sồi đồng           | Legion of Merit cùng 1 cụm lá sồi đồng                                     |
| Huy chương Thập tự Xuất sắc với 1 cụm lá sồi bạc và 3 cụm lá sồi đồng | Huy chương Thập tự Xuất sắc                         | Huy chương Công trạng cùng 2 cụm lá sồi đồng                               |
| Huy chương Không quân cùng 4 cụm lá sồi bạc                           | Huy chương Không quân cùng 2 cụm lá sồi bạc và đồng | Huy chương Không quân                                                      |
| Huy chương Công trạng                                                 | Tuyên dương Đơn vị Tổng thống Không quân            | Huy chương đơn vị xuất sắc về hàng không và vũ trụ cùng 1 cụm lá sồi đồng  |
| Huy chương Sẵn sàng Chiến đấu cùng 1 cụm lá sồi đồng                  | Huy chương Phục vụ Quốc phòng cùng 1 ngôi sao bạc   | Huy chương Quân đội Viễn chinh                                             |
| Huy chương Phục vụ Việt Nam cùng 1 ngôi sao bạc                       | Huy chương Phục vụ Quốc phòng Hàn Quốc              | Huy chương Dịch vụ Tuổi thọ Hàng không và Không gian cùng 1 cụm lá sồi bạc |
| Ruy băng thiện xạ                                                     | Anh Dũng Bội Tinh                                   | Chiến dịch Bội tinh                                                        |